# 越ケ浜駅
越ケ浜駅（こしがはまえき）は、山口県萩市大字椿東（）字長畠にある、西日本旅客鉄道（JR西日本）山陰本線の駅である。事務管コードは▲640781。

## 概要
越ケ浜と言う駅名は、駅周辺一帯を指す地名であるが、越ケ浜地区自体は駅から約1km程度北東側にあり、駅は後小畑（）地区にある。

## 歴史
- 1960年（昭和35年）4月1日：日本国有鉄道（国鉄）山陰本線長門大井駅 - 東萩駅間に新設[2]。旅客のみ取扱う無人駅[3]。
- 1987年（昭和62年）4月1日：国鉄分割民営化に伴い、西日本旅客鉄道（JR西日本）の駅となる[4]。
- 2013年（平成25年）7月28日：豪雨災害に伴い線路が被災、一時当駅を含む益田駅 - 長門市駅間が運休（※奈古駅 - 当駅 - 長門市駅間については8月4日に運行再開）。

## 駅構造
長門市方面に向かって右側に単式ホーム1面1線を有する高架駅（停留所）。棒線駅のため、長門市方面行・益田方面行双方が同一ホームを共用する。傾斜面上にホームがあるため、地上からは階段を上ってホームに入る。駅舎は無い。
長門鉄道部管理の無人駅。以前、乗車券は駅前の商店より購入出来たため、簡易委託駅であったが、現在では委託を解除され完全な無人駅となっている。

## 利用状況
近年の1日平均乗車人員の推移は以下の通り。
| 乗車人員推移 | 乗車人員推移 |
| 年度         | 1日平均人数  |
| ------------ | ------------ |
| 1999         | 69           |
| 2000         | 54           |
| 2001         | 50           |
| 2002         | 45           |
| 2003         | 40           |
| 2004         | 39           |
| 2005         | 31           |
| 2006         | 38           |
| 2007         | 33           |
| 2008         | 28           |
| 2009         | 19           |
| 2010         | 18           |
| 2011         | 16           |
| 2012         | 21           |
| 2013         | 22           |
| 2014         | 17           |
| 2015         | 12           |
| 2016         | 13           |
| 2017         | 13           |
| 2018         | 12           |
| 2019         | 11           |
| 2020         | 5            |
| 2021         | 2            |
| 2022         | 4            |

## 駅周辺
- 笠山
- 明神池
- 萩市立越ヶ浜中学校
- 萩市立越ヶ浜小学校
- マリーナ萩
- 国道191号

### バス路線
「越ヶ浜駅前」停留所より、防長交通の路線が発着する。
- 萩市内線（萩バスセンター・玉江駅方面）
- 越ヶ浜方面
- 大井・奈古方面
- 福賀・宇生賀方面

## 隣の駅
西日本旅客鉄道（JR西日本）
■山陰本線
長門大井駅 - 越ケ浜駅 - 東萩駅